# Iglesia de San Miguel Arcángel (Ibdes)
La iglesia de San Miguel Arcángel es un templo parroquial católico de la localidad zaragozana de Ibdes de estilo gótico. Eclesiásticamente pertenece al arciprestazgo del Alto Jalón de la diócesis de Tarazona.

## Historia
La Iglesia actual fue construida sobre las ruinas de un castillo medieval que destruyera Pedro I el Cruel, rey de Castilla, allá por la mitad del siglo XIV, durante la confrontación bélica habida entre los reinos de Aragón y de Castilla, levantado a su vez, según se dice, sobre una mezquita árabe labrada donde se encontraba una fortaleza romana. Se atribuye su obra al arquitecto Juan Marión, siendo maestro de obras Martín Camacho y el cantero que suministró la piedra y ladrillo Rodrigo Marrón. Se inició su construcción en 1517 y se acabó en 1526. La iglesia es semejante a las parroquias de Daroca, Fuentes de Ebro o Longares. La iglesia fue declarada Bien de Interés Cultural por Orden de 14 de junio de 1974. Eclesiásticamente está incluido en el arciprestazgo del Alto Jalón.

## Descripción

### Exterior
Construida en una loma de terruño, sobre el solar que ocupaba el antiguo castillo, destaca por encima de todo el caserío del pueblo, con su color de piedra rojiza. Todavía conserva parte de su primera muralla, fosos y torre ( su parte más antigua) sobre la que hoy se asienta el campanario. Estos serían los restos de la citada fortaleza romana y posteriormente castillo medieval. Restaurada recientemente por la Diputación General de Aragón, se ha hecho incidencia en la reparación del campanario, tejado, ventanas y contrafuertes. Destaca la arquería que remata la torre y los elementos renacentistas de su portada, lo que la convierte en una de las más hermosas iglesias de la cuenca del Jalón.

### Interior
El interior es de estilo gótico y consta de tres naves separadas por grandes y esbeltos pilares baquetonados y bóvedas de crucería. El suelo es de tarima en toda la iglesia salvo en el presbiterio, que es de mármol. El mayor interés artístico radica en sus retablos. Sobresale entre todos ellos el retablo de tipo catedralicio del altar mayor dedicado a San Miguel Arcángel y colocado ante el ábside poligonal de la cabecera del templo.
El retablo se realizó a imagen del existente en la iglesia de San Miguel de los Navarros de Zaragoza. El contrato de la obra se firmó el 13 de agosto de 1555 con los seguidores de Damián Forment Pedro Moreto y Juan Martínez de Salamanca, quien los habría concluido en solitario tras la muerte en 1556 de Moreto. La ejecución compartida del retablo explica que sean diferentes las hornacinas al lado del sagrario, siendo más pequeñas las figuras de los relieves del lado izquierdo que las del derecho. Las labores de arquitectura y talla quedaron concluidas en 1557, cuando se colocó en su ubicación actual, y al año siguiente fue pintado y dorado por Pietro Morone y Juan Catalán.
El retablo con San Miguel Arcángel ocupando su centro, es una obra renacentista en madera tallada. Las tablas que lo componen representan escenas del Antiguo Testamento y de la Vida y Pasión de Cristo. A los dos lados del mismo hay dos esculturas que representan a San Bernardo y San Benito y que fueron traídas del Monasterio de Piedra. Las grandes puertas que cierran el retablo fueron pintadas sobre sarga por Pietro Morone con el tema del Juicio Final, inspirándose en el pintado por Miguel Ángel en el testero de la Capilla Sixtina, del que Morone tomó literalmente algunas de sus figuras.
Otros retablos son:
- El de la Sagrada Familia, del siglo XVII y de estilo barroco, presidido por el grupo titular y rematado por un lienzo con los padres de la Virgen, San Joaquín y Santa Ana.
- Retablo de Santo Domingo: con lienzo del santo y realizado en mazonería de madera y columnas corintias.
- Retablo de la Virgen del Rosario: del siglo XVI, en mazonería de madera mostrando los misterios del Rosario.
- Retablo de la Virgen del Pilar: del siglo XVI, dedicado a San Bernardo y San Benito, procede del Monasterio de Piedra.
- Retablo de San Roque: del siglo XVII, con lienzos de San Francisco y San Jerónimo.
- Retablo de la Divina Pastora, con lienzo dedicado a su titular, del siglo XVII.

De interés son también la pila bautismal de estilo gótico, fechada en 1539, la del agua bendita, de estilo renacentista, decorada con figuras de querubines y guirnaldas y los púlpitos de madera tallada, del siglo XVII, retirados.
En su interior se ha dispuesto también una sillería de coro del siglo XVII, procedente del Monasterio de Piedra. Sobre el coro se encuentra el órgano cuya caja, fechada en 1732, es de Bartolomé Sánchez.

### Campanario
Construido sobre una de las torres del antiguo castillo. En la década de los ochenta fueron restauradas las escaleras y todo él. Aloja tres campanas, de las cuales solo dos están en condiciones de uso.
Entre los diferentes tipos de toques de campanas que se mantienen en Ibdes, destaca el toque de difuntos con peculiar sonido rápido y alegre, pero de gran solemnidad.
En un edificio anexo al ábside se localiza la sacristía del siglo XVII.